# Friuli Latisana Franconia
Il Friuli Latisana Franconia è un vino DOC la cui produzione è consentita nella provincia di Udine.

## Caratteristiche organolettiche
- colore: rosso rubino intenso.
- odore: vinoso, armonico.
- sapore: asciutto, leggermente fruttato.

## Abbinamenti consigliati
cacciagione e selvaggina da piumaggio nobile

## Produzione
Provincia, stagione, volume in ettolitri
- Udine  (1996/97)  36,12